# Suchata Chuangsri
Suchata Chuangsri (sinh ngày 20 tháng 9 năm 2003) là một người mẫu và hoa hậu người Thái Lan đã đăng quang Hoa hậu Thế giới 2025. Cô là người phụ nữ Thái Lan đầu tiên giành chiến thắng tại Hoa hậu Thế giới. Suchata trước đó đã đăng quang Hoa hậu Hoàn vũ Thái Lan 2024 và tiếp tục đại diện cho Thái Lan tại cuộc thi Hoa hậu Hoàn vũ 2024, nơi cô giành ngôi vị Á hậu 3 nhưng cô đã bị tước danh hiệu vì đang trong thời gian đương nhiệm.

## Tiểu sử
Suchata sinh ngày 20 tháng 9 năm 2003 tại tỉnh Phuket, cha mẹ là Thanet Donkamnerd và Supatra Chuangsri. Gia đình cô điều hành một doanh nghiệp tư nhân tại Thalang, tỉnh Phuket. Suchata hoàn thành chương trình giáo dục tiểu học và trung học cơ sở tại Trường Kajonkietsuksa, và chương trình giáo dục trung học phổ thông tại Trường Triam Udom Suksa, nơi cô theo học chuyên ngành tiếng Trung theo chương trình Nghệ thuật.
Trước khi trở thành Hoa hậu Hoàn vũ Thái Lan, Suchata đang theo học bằng cử nhân về chính trị và quan hệ quốc tế tại Khoa Khoa học Chính trị của Đại học Thammasat.

## Cuộc thi sắc đẹp

### Hoa hậu Hoàn vũ Thái Lan 2022
Vào ngày 30 tháng 7 năm 2022, Suchata tham gia cuộc thi Hoa hậu Hoàn vũ Thái Lan 2022 và giành ngôi á hậu 3. Sau đó, cô được thăng hạng lên á hậu 2 sau khi á hậu 1 ban đầu, Nicolene Limsnukan, từ chức.

### Hoa hậu Hoàn vũ Thái Lan 2024
Năm 2024, Suchata được chỉ định đại diện cho Bangkok tham dự cuộc thi Hoa hậu Hoàn vũ Thái Lan 2024. Cô đã giành được một số giải thưởng đặc biệt, bao gồm Hoa hậu Tài năng quyến rũ và Hoa hậu Sắc đẹp và Tự tin. Vào cuối cuộc thi, cô đã đăng quang Hoa hậu Hoàn vũ Thái Lan 2024.
Suchata đại diện cho Thái Lan tại cuộc thi Hoa hậu Hoàn vũ 2024, được tổ chức vào ngày 17 tháng 11 năm 2024 tại Thành phố Mexico. Cô đạt giải Á hậu 3 và nhận giải Bạc Voice for Change.

### Hoa hậu Thế giới 2025
Vào ngày 22 tháng 4 năm 2025, Suchata được Tổ chức Hoa hậu Thế giới Thái Lan — một sự hợp tác giữa Tero Entertainment và TPN Global — chỉ định đại diện cho Thái Lan tại Hoa hậu Thế giới 2025 ở Ấn Độ. Sau khi chiến thắng thử thách đa phương tiện, Suchata đã giành được một suất trong Top 40. Cuộc thi diễn ra vào ngày 31 tháng 5 năm 2025 tại Hyderabad. Cô đã đăng quang ngôi vị cao nhất với tư cách là người Thái đầu tiên và là người Đông Nam Á thứ hai nắm giữ danh hiệu này, sau Megan Young là Hoa hậu Thế giới 2013.